# Ноелене Набуліву
Ноелене Набуліву — активістка з Фіджі та представниця руху з питань зміни клімату, сталого розвитку та гендерної рівності Вона є співзасновником та політичним радником організації «Різні голоси та дії за рівність» (DIVA), яка займається питаннями кліматичної справедливості, насильства проти жінок, прав людини та прав ЛГБТ..
Набуліву працювала над захистом загальнодержавної системи охорони здоров'я вже понад 30 років. Останнім часом це стає більш складним завданням. Covid-19 — це не єдине, що зараз намагається подолати Фіджі. Також, кліматична криза стає все більш актуальною. Тропічні циклони виникають навколо південної частини Тихого океану, створюючи «відсутність житла, освіти, води та санітарії, продовольства та безпеки».

## Життєпис
Набуліву в дитинстві жила почергово на Фіджі, у Перті та в Австралії. З 2003 року вона постійно живе на Фіджі. У неї є партнер і дочка. У Перті вона брала участь у невеликих анархістських колективах, молодіжних групах, групах мігрантів та корінних народів, громадських об'єднаннях та проєктах так званого вуличного правосуддя (street justice projects). Вона вивчала міжнародні відносини та підтримання миру на університетському рівні, а також має диплом з управління громадами.
Набуліву активна феміністична активістка та адвокат в організаціях, що проводяться на низовому рівні на Фіджі та в Тихоокеанському регіоні. Вона також опікується захистом прав людини, а також — представник фіджийських та тихоокеанських країн у процесах ООН та робочих групах, таких як Комісія зі статусу жінок, Рамкова конвенція ООН про зміну клімату, Малі острівні держави, що розвиваються, Ріо + 20 (Конференція ООН зі сталого розвитку) та Порядок денний 2030 (Цілі сталого розвитку ООН).

## «Різні голоси та дії»(DIVA) з досягнення рівності
З 2011 року Набуліву є співзасновником та політичним радником «Різних голосів та дій» (DIVA). Ця група підтримки призначена для людей з LBTI, дуже схожих на неї. Ця група координує мережу подібних організацій. Згідно з вебсайтом Фонду лесбійок Astraea, Набуліву та члени DIVA спільно працюють над просуванням рівності, «захистом та просуванням сексуальних прав, прав людини, гендерної справедливості та соціальної, економічної, екологічної та кліматичної справедливості».